# Zoofobia
La zoofobia è la paura o l'avversione irrazionale verso gli animali (escluso l'uomo). La zoofobia è la reazione negativa generale sugli animali, ma di solito è divisa in molti sottogruppi, appartiene a un tipo specifico di zoofobia non necessariamente pericolosa o fastidiosa per l'uomo. Sebbene la zoofobia nel suo insieme sia piuttosto rara, i tipi di paura sono comuni. Solitamente è originata da esperienze traumatiche che hanno a che vedere con gli animali o con particolari tipi di animali.

## Etimologia
Il termine è composto dal vocabolo greco zóon, "animale" e dal vocabolo greco phobia, "paura".

## Sintomi
I sintomi vanno dalla tachicardia, all'ansia, ecc., fino a veri e propri attacchi di panico. Chi soffre di zoofobia spesso non riesce nemmeno a guardare, neanche a distanza, gli animali oggetto di tale fobia.

## Tipi di zoofobia
A seconda dell'animale a cui è diretta tale fobia, la zoofobia si distingue in:
- Acarofobia (paura degli acari)
- Agrizoofobia (paura degli animali selvatici)
- Ailurofobia (paura dei gatti)[1]
- Alektorofobia (paura delle galline) [1]
- Apifobia (paura delle api) [1]
- Aracnofobia (paura dei ragni e degli scorpioni) [1]
- Batracofobia (paura delle rane e degli anfibi)
- Belneofobia (paura delle balene) [1]
- Bufonofobia (paura dei rospi)
- Chelonaphobia (paura delle tartarughe)[4]
- Chiropofobia (paura dei pipistrelli)[5]
- Cinofobia (paura dei cani) [1]
- Entomofobia (paura degli insetti in generale) [1]
- Felixofobia (paura dei felini in generale) [1]
- Herpetofobia (paura dei rettili in generale) [1]
- Ittiofobia (paura dei pesci)[1]
- Ippofobia (paura dei cavalli)
- Licofobia (paura dei lupi) [1]
- Mirmecofobia (paura delle formiche) [1]
- Misofobia (paura dei germi e dei batteri)[6]
- Mottefobia (paura delle falene)
- Murneofobia (paura delle murene) [1]
- Musofobia (paura dei topi o dei roditori in generale)[7]
- Ofidiofobia (paura dei serpenti) [1]
- Ornitofobia (paura degli uccelli) [1]
- Ostraconofobia (paura dei molluschi e dei crostacei)[8]
- Papilofobia (paura delle farfalle)[9]
- Parassitofobia (paura dei parassiti)
- Pediculofobia (paura dei pidocchi)
- Selacofobia (paura degli squali) [1]
- Scolecifobia (paura dei vermi)[10]
- Sfecsofobia (paura delle vespe)
- Taurofobia (paura dei tori) [1]
- Zemifobia (paura delle talpe) [1]
- Zemmifobia (paura di grossi topi o ratti)